# Clara von Rappard
Clara von Rappard (19 de mayo de 1857, Wabern bei Bern-12 de enero de 1912, Berna) fue una pintora suiza especialmente conocida por sus retratos a carboncillo y tiza y sus paisajes impresionistas. 
Desde el realismo hasta el impresionismo o el naturalismo, cultivó diferentes estilos artísticos, además de una gran variedad de técnicas plásticas, como el grabado, el grafito o la pintura mural. Participó en numerosas exposiciones artísticas y llegó a ser considerada como una de las mejores artistas suizas del momento por sus contemporáneos, antes de pasar a ser olvidada.

## Biografía
Clara von Rappard fue la única hija del abogado y científico liberal Conrad von Rappard (Westfalia, 1805-1881) y Albertine Engell (Mecklemburgo, 1833-1922). Pasó su infancia entre la localidad de Wabern, cerca de Berna, e Interlaken, donde su padre era copropietario del Hotel Giessbach en el lago de Brienz. Desde su infancia, realizó numerosos viajes por Europa que la ayudaron a interesarse por el arte y conocer la cultura europea. Su talento para las artes gráficas se hizo patente desde una temprana edad. En 1861 (a los cuatro años) ya realizó sus primeros intentos de pintura y dibujo. Recibió lecciones de múltiples artistas durante sus viajes. Estuvo representada en numerosas exposiciones a lo largo de Europa y Estados Unidos. Clara von Rappard fue una de las pocas artistas profesionales en Suiza en el siglo XIX.

## Formación artística
- Empezó a recibir sus primeras lecciones diarias de dibujo a los once años con el pintor eslovaco Döme Skutezky en Venecia. Realizó reproducción de paisajes, interiores, copias de otras obras, estudios de figuras y lecciones de historia del arte. Completó sus estudios iniciales en Roma con Heinrich Franz-Dreber, especializado en la representación de paisajes.
- En 1869 se inició en el modelaje con el escultor Eduard August Lürssen en Berlín y con Heinrich Gerhadt en Roma durante los meses de invierno. Aprendió la técnica de la sepia y la pintura al óleo.[2]
- La mayoría de las academias de arte de la época no admitían a mujeres entre sus estudiantes, por lo que su formación se centró mayoritariamente en lecciones privadas y fue especialmente costosa.
- Entre 1871 y 1874 asistió a los estudios de mujeres de Antoine Volkmar y Karl Constantin Hansen y a la escuela de la Asociación de Artistas en Berlín.
- Tras realizar su primer retrato al temple en 1873 con la pintora Anna Susanne Fries en Florencia, se especializó en la representación de la figura humana al natural en el taller de Friedrich August Von Kaulbach y Lilly Wallenhausen en Hannover y en la clase de mujeres de la Academia de Arte de Berlín bajo la tutela de Karl Gossow, entre otros. Kaulbach determinó que Clara tendría que continuar sus estudios por otros diez años antes de estar preparada para realizar trabajos esporádicos por encargo.[4] En 1874 realizó su primer autorretrato.
- En la década de 1880 perfeccionó la técnica del grabado con Ludwig von Gleichen-Reisswurm en Múnich.
- En 1886 ingresa en la escuela de élite para artistas femeninas en Múnich. Conoce diferentes expresiones y movimientos artísticos en sus continuos viajes, especialmente por Europa y una visita a Oriente. Destaca su especial entusiasmo por Rembrandt. Visita la Escuela mixta de Arte de Stuttgart, formándose principalmente en desnudos y retratos.
- El artista alemán Adolf von Menzen, a quien conoció en Berlín en 1871, se convirtió en su asesor artístico.
- Otros artistas que tuvieron relevancia en la formación de la pintora son Arnold Böcklin, Adolph Von Menzel o Eugène Burnard, entre otros.[3]
- Completó su formación con estudios de historia, historia del arte, literatura, etnología, cosmografía y geografía.[5]

## Trayectoria profesional
Entre su producción artística destaca una gran cantidad de retratos, paisajes al natural, ilustraciones, dibujos, grabados, frescos y obras alegóricas.

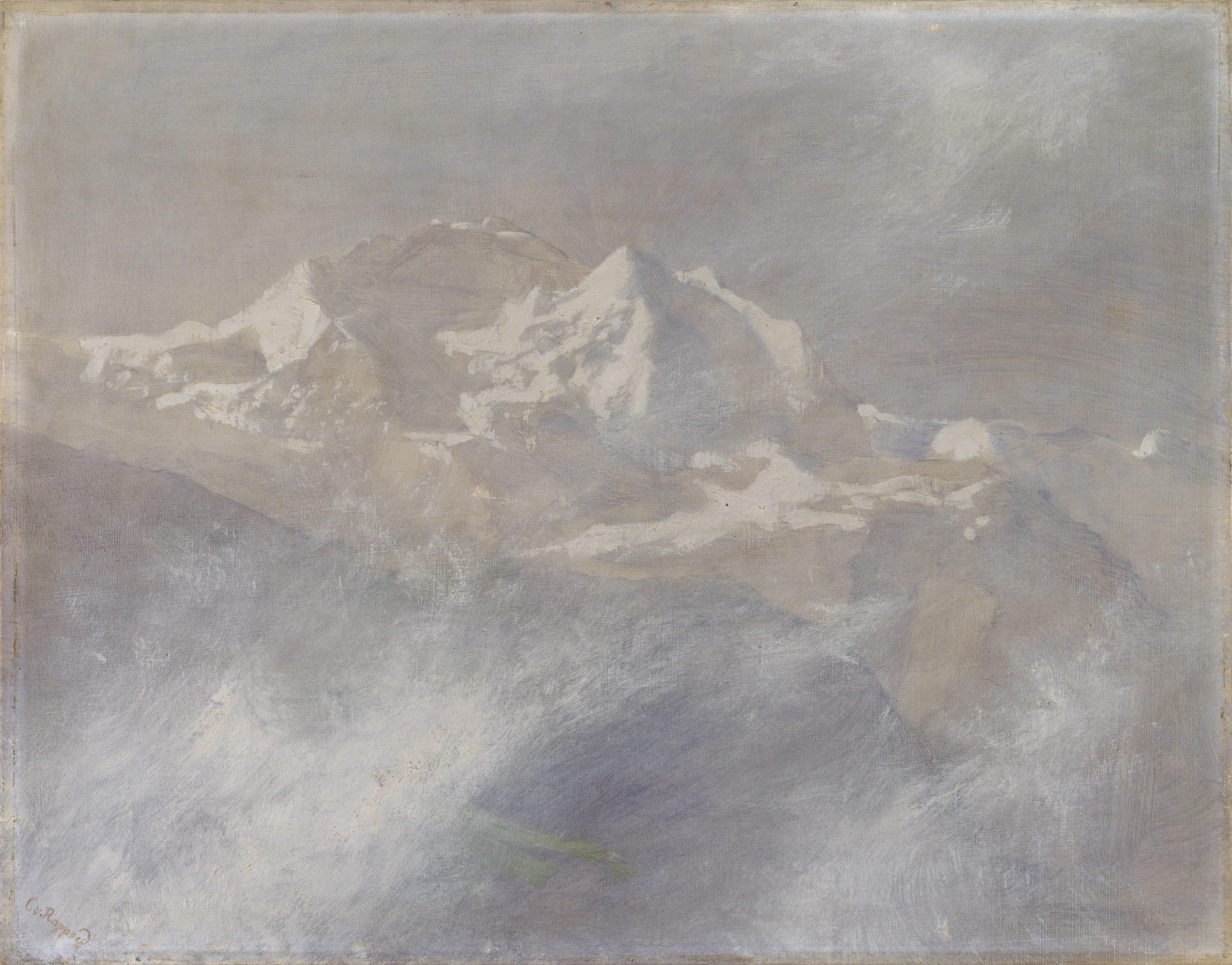
Die Jugumfrau im Nebel (La Virgen en la niebla), 1888.

La situación económica y buenas conexiones de su padre le aseguraron un extenso aprendizaje artístico y éxito en el trabajo por encargo. Destacó especialmente en la pintura de retratos. Sus retratos de medio cuerpo y de cuerpo entero de hombres y mujeres se caracterizan por una especial observación psicológica. En sus inicios realizó retratos de sus familiares, seguidos de amigos y conocidos. En sus pinturas al óleo es común la plasmación del vistazo mediante la técnica directa alla prima, influencia directa de Gussow, además del juego de luces y sombras en forma de mosaico, propio del impresionismo francés. Sus obras se caracterizan por la coloración suave y la sutileza. Destaca la introducción de elementos fantásticos en algunos de sus retratos, desmarcándose del realismo.
En 1876, su vida personal se vio afectada por la muerte de Raul von Leeden, con quien acababa de comprometerse. Tras el fallecimiento de su padre en 1881 mantuvo una relación muy estrecha con su madre, que la acompañó en muchos de sus viajes.
Desde 1880 comenzó a interesarse por la pintura al aire libre, elaborando tanto retratos coloridos (Miss Hardy en la terraza de las rosas de Rügen, 1883), como representaciones del paisaje montañoso de Oberland en las diferentes franjas horarias y épocas del año (especialmente el macizo de Jungfrau - La Virgen en la niebla, 1891). Sus paisajes de estilo impresionista se distinguieron de las obras nacionalistas que predominaban en la Suiza de la época. Los Alpes, a los que se alude con referencias a la Virgen, son recurrentes en sus óleos.
Sus retratos de carboncillo y tiza fueron muy populares y elogiados por la crítica. Participó en numerosas exposiciones alrededor de 1890 en Berlín y París. Cabe destacar que en su trayectoria como artista tuvo que hacer frente, al igual que otras muchas mujeres, a la discriminación por géneros y la limitación del código moral implantado para las mujeres de la época, que impedía viajar sola, reservar habitaciones de hotel, visitar un bar, pintar modelos desnudas, etc. En muchos casos se veían obligadas a depender económicamente de sus padres y maridos por los altos costes de la formación privada y menores ganancias.

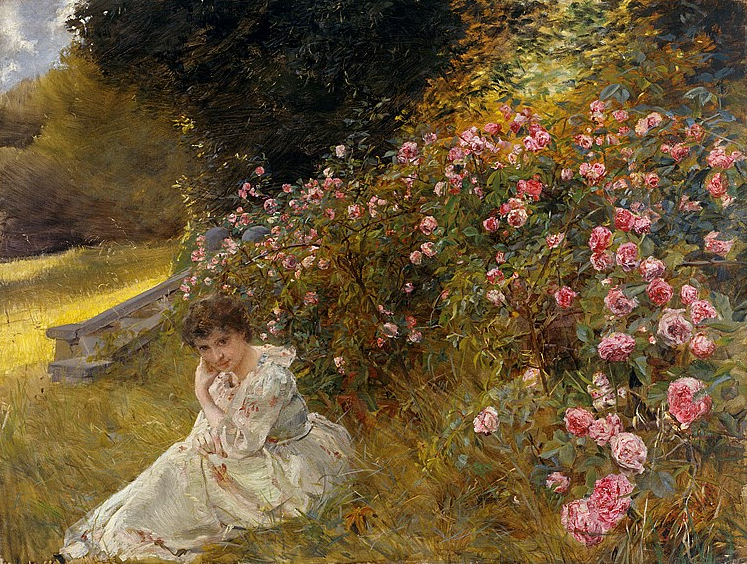
Miss Hardy auf der Rosenterrasse im Rugen (Miss Hardy en la terraza de rosas de Rugen), 1883.

Entre 1886 y 1887 regentó su propio taller en Múnich y participó en numerosas exposiciones en Europa. En 1892 ya es considerada una de las principales figuras del simbolismo suizo, junto con Arnold Böcklin. Ese mismo año obtuvo la Segunda medalla de oro en la Exposición Alemana de Londres. Poco a poco, comenzó a recurrir cada vez más a la naturaleza y alejarse de los Viejos Maestros.
A lo largo de su vida, estuvo representada en múltiples exposiciones en Europa y Estados Unidos, como la Exposición Anual Internacional de Berlín en 1889, el Salón de París en 1890, la Exposición Alemana en Londres en 1892, la Exposición Mundial de Chicago en 1893 y la Exposición Internacional de Mujeres Artistas en Londres en 1900, entre otras.
En las zonas de habla alemana realizó, además, exposiciones individuales. En 1896 expuso en el Kunstmuseum de Berna. Otras exposiciones fueron las de Kunsthalle Bremen y Kunstverein Hannover, en 1894. También participó en las exposiciones periódicas suizas de 1885 a 1900.
Fue miembro de la Asociación de Artistas de Berlín y cofundadora de la sección de Berna de la «Sociedad de artistas suizos», ofreciendo numerosas obras a la venta en exposiciones. En 1900 recibió la Gran medalla de oro en la Exposición Internacional de la Mujer de Londres. A partir de ese mismo año su actividad artística se comenzó a ver afectada en mayor medida por su estado de salud.
Entre 1905 y 1911, creó su último grupo de obras notables. Desarrolló varias series de gouaches coloridos con un lago como protagonista (posiblemente el lago Lemán) que recuerdan a una anticipación del expresionismo. Los paisajes se centran en el uso del color y las formas, predominando los tonos amarillos, azules y rojos.

### Problemas de salud
Alrededor de 1890, enfermó de lo que podría ser una esclerosis múltiple. En 1893 comenzó a sentir unos crecientes dolores de cabeza y angustias. Al año siguiente permaneció en Montreux para su curación y se estableció en Berlín durante el invierno.
Los estados de agotamiento nervioso se volvieron crecientes en 1896. Pronto empezaron a sumarse otros síntomas, como temblores, dolores cardíacos, cefaleas y dolores corporales. Recibió tratamiento médico del Doctor Robert Vogt, además de someterse al tratamiento hipnótico del Profesor Forrel en Zúrich.
Falleció a la edad de 55 años el 12 de enero de 1912 en el Hospital Victoria de Berna a causa de una neumonía.

## Legado
El año de su muerte se realizó en el Kunstmuseum Bern una exposición en conmemoración a la artista. Hasta la década de 1920 fue conocida como una de las mejores pintoras del momento, antes de ser olvidada.
En 1999 sus obras fueron expuestas de nuevo en una exposición individual en el castillo de Jegenstorf y en el Museo de Arte de Pilsen. Además, en 2012 se realizó una exposición en el Kunsthaus Interlaken por el centenario de la muerte de von Rappard.
En 1944 tuvo lugar una subasta del inventario de Villa Rugen, su antiguo lugar de residencia, donde se perdió gran parte de la obra de la artista. El edificio fue demolido en los años 60, dejando únicamente el parque paisajístico diseñado por Conrad von Rappard en la colina que rodea la villa. A día de hoy, la mayor parte de su obra pertenece a coleccionistas privados.

### Sociedad Clara von Rappard
La sociedad Clara von Rappard, con sede en Matten bei Interlaken (Oberland), se fundó el 16 de enero de 1996 en Freiburgo (Suiza). Se ocupa del mantenimiento de la obra de la artista y de dar a conocer su contribución al arte moderno europeo. Organiza exposiciones, conferencias, eventos, actividades y excursiones temáticas. Su principal objetivo en la actualidad es la creación de una sección para la familia Rappard en el nuevo Centro de Arte y Cultura de Interlaken.

## Algunas obras
- Conrad von Rappard (1877-78). Propiedad privada.
- Miss Hardy en la terraza de rosas de Rügen (1883). Óleo sobre lienzo. 65.3 × 85.8 cm. Kunstmuseum Bern.
- Marie y Edith Hilty en el parque de Rügen (1883).
- Señora Fabrice (1885), colección privada.
- Miss Small en la sombra (1886). Colección Federal de Arte, Suiza.
- En 1890 von Rappard elabora su autorretrato (Autorretrato, 1890). La pintora posa con un vestido blanco brillante sobre un fondo gris neutro. Ella mira fuera de escena con orgullo e inteligencia. Óleo sobre tela. Kunstmuseum de Berna.
- La Virgen en la niebla (1891). La autora se inspiró en el paisaje alpino del Oberland bernés, donde pasó la mayor parte de su infancia. La representación del paisaje montañoso era común en el arte suizo. Kunstmuseum de Berna. Óleo sobre lienzo. 47.1 × 60 cm.[7]
- En el parque de la Villa Rugen (sin fecha). Colección privada.
- Chambre d’enfant (sin fecha). Óleo sobre lienzo, 49 × 62 cm. Oficina Federal de Cultura, Suiza.
- Retrato de una mujer joven (sin fecha). Colección privada.
- Entre sus pinturas murales destaca Alegorías de la música (1894/95), realizada para Clara Schumann.
- Entre sus pinturas murales destaca Alegorías de la música (1894/95), realizada para Clara Schumann.[2][4]